# Atitlán (Vulkan)
Der Stratovulkan Atitlán liegt in Guatemala und ist der höchste von drei auffälligen Vulkanen am Südende der Atitlan-III-Caldera. Zusammen mit seinem Zwillings-Vulkan Toliman und dem Vulkan San Pedro bildet er ein beeindruckendes Panorama am Ufer des Atitlán-Sees. 
Der Atitlán ist jünger als die volumenreichen, 85.000 Jahre alten Los-Chocoyos-Tephra-Schichten, welche bei der Entstehung der Caldera abgelagert wurden. Der nördliche Teil des Vulkans ist bewaldet, die oberen 1000 Meter des südlichen Kraterteils zeigen hingegen keine Vegetation. Seit dem 15. Jahrhundert wurden wiederholt explosive Eruptionen aufgezeichnet.